# Pogonopus speciosus
Pogonopus speciosus är en måreväxtart som först beskrevs av Nikolaus Joseph von Jacquin, och fick sitt nu gällande namn av Karl Moritz Schumann. Pogonopus speciosus ingår i släktet Pogonopus och familjen måreväxter. Inga underarter finns listade i Catalogue of Life.